# Hidrografía de Cantabria

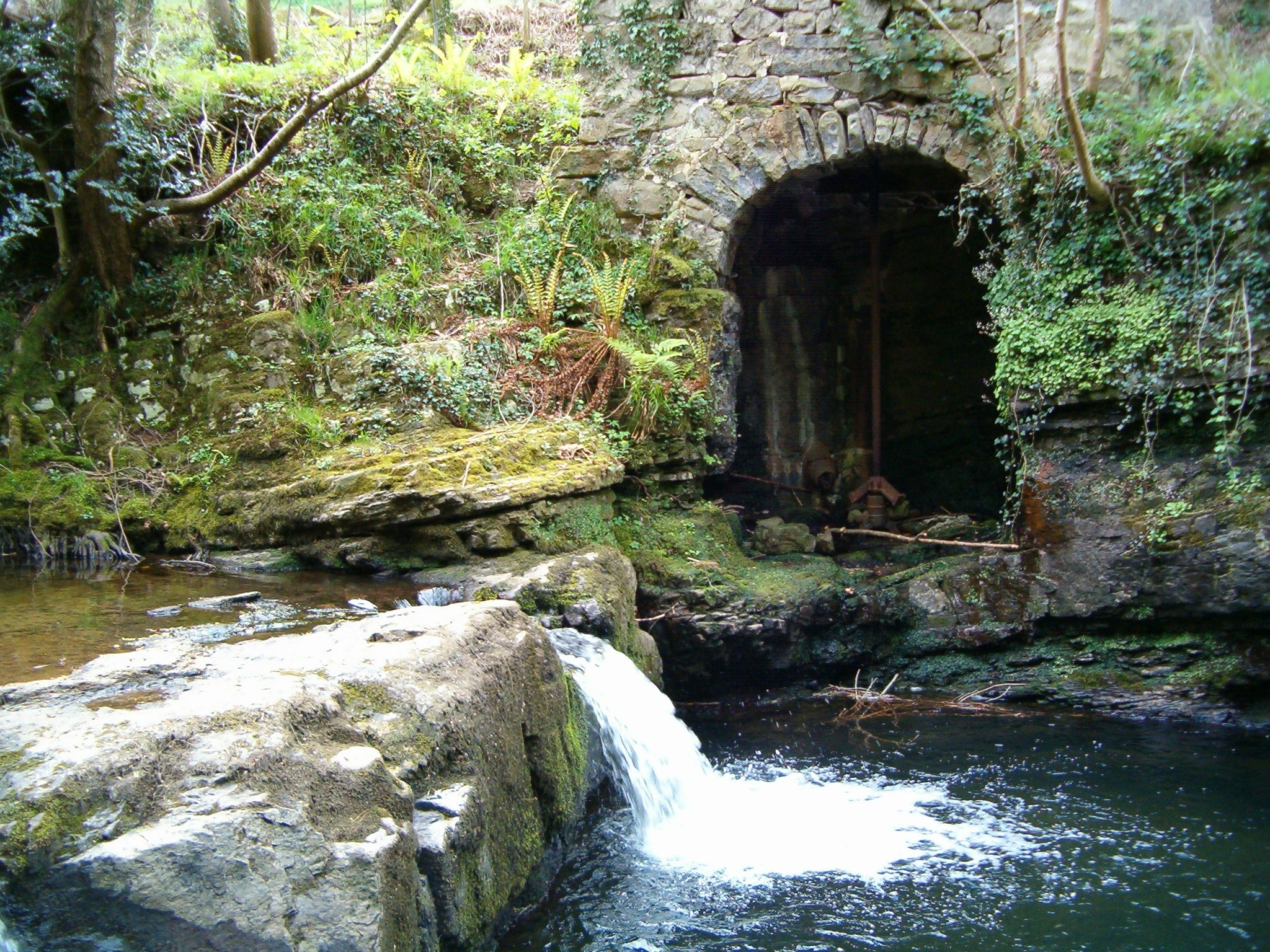
Tramo alto del río Pisueña, en el que se aprecia un antiguo ingenio para el aprovechamiento de su fuerza.

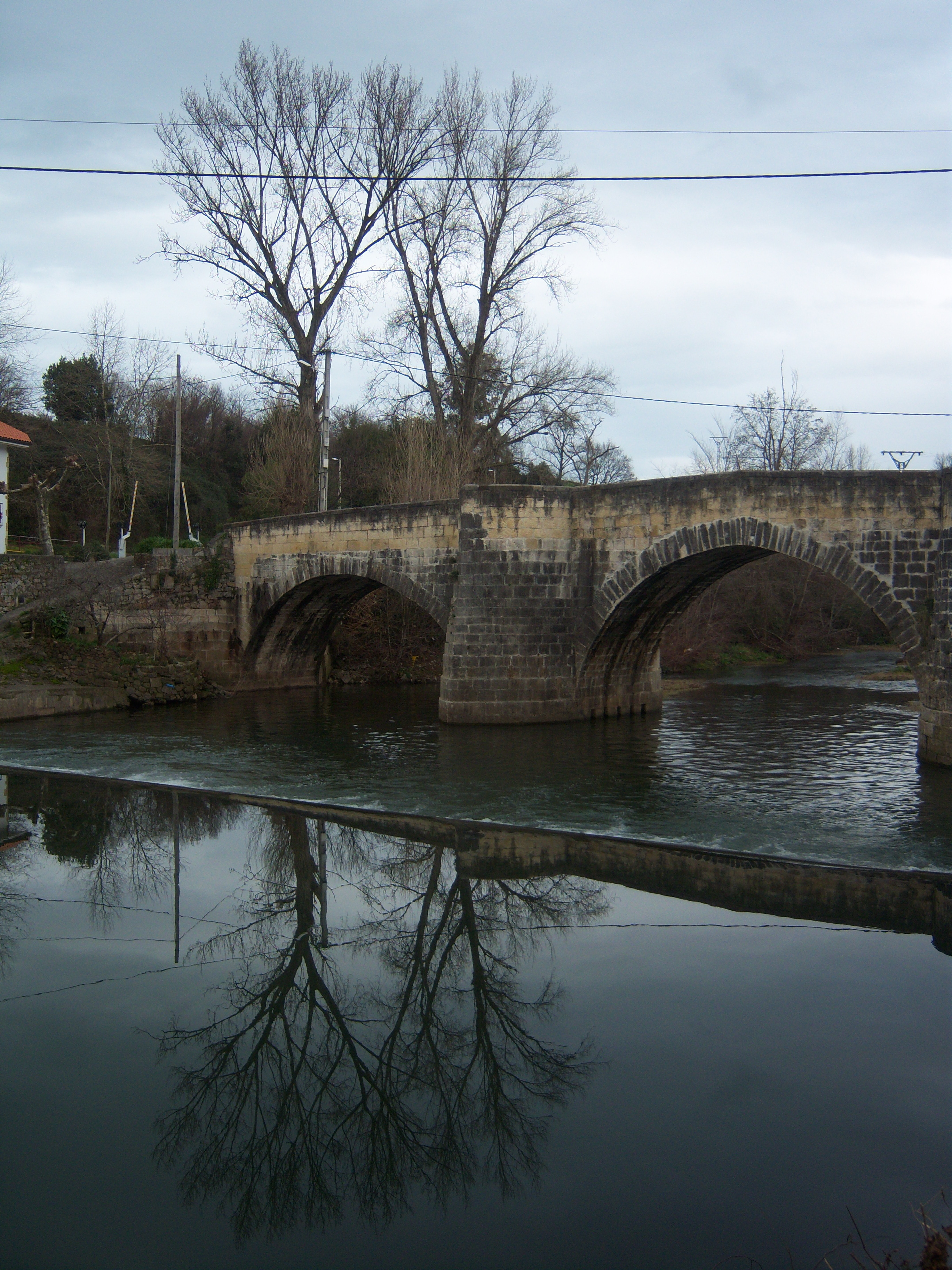
Río Miera a su paso por Puente Agüero.

Las peculiaridades de Cantabria, con una accidentada geografía que compartimenta de sobremanera el territorio y un clima húmedo con abundantes y persistentes precipitaciones, ha dado lugar a una complicada hidrografía con abundante número de ríos y manantiales por toda la región. De ello daba buena fe, allá por 1884, el que fuera director del Instituto Geológico y Minero de España, Amalio Maestre e Ibáñez, al señalar en su Descripción física y geológica de la provincia de Santander:

Difuso y pesado por demás habré estado al describir la hidrografía de la provincia de Santander; pero ni aun así me lisongeo de haber hecho formar una idea aproxima de lo que aquello es. Por todas partes brotan fuentes, por todas partes corren arroyos en distintas direcciones; por todas partes se ven cascadas ó saltos de agua; y sí es verdad que algunos se hallan aprovechados por la industria del hombre, no puede uno menos de condolerse al ver los infinitos de quienes no se hace caso, y que en un país donde el espíritu industrial se hallara más desarrollado, serían origen de una riqueza y bienestar que hoy no se puede ni aun soñar en aquella provincia.
Amalio Maestre e Ibáñez. Descripción física y geológica de la provincia de Santander. 1884

## Características
En España un buen número de ríos vierten sus aguas al Océano Atlántico a través del litoral de Cantabria. Sus características dependen tanto del clima y relieve regionales como de las dimensiones de sus cuencas respectivas. Estas son siempre de escasa longitud y superficie (entre tan solo algunos kilómetros cuadrados en el caso de los arroyos menores y los 1049,69 km² de la cuenca doble del Saja-Besaya).

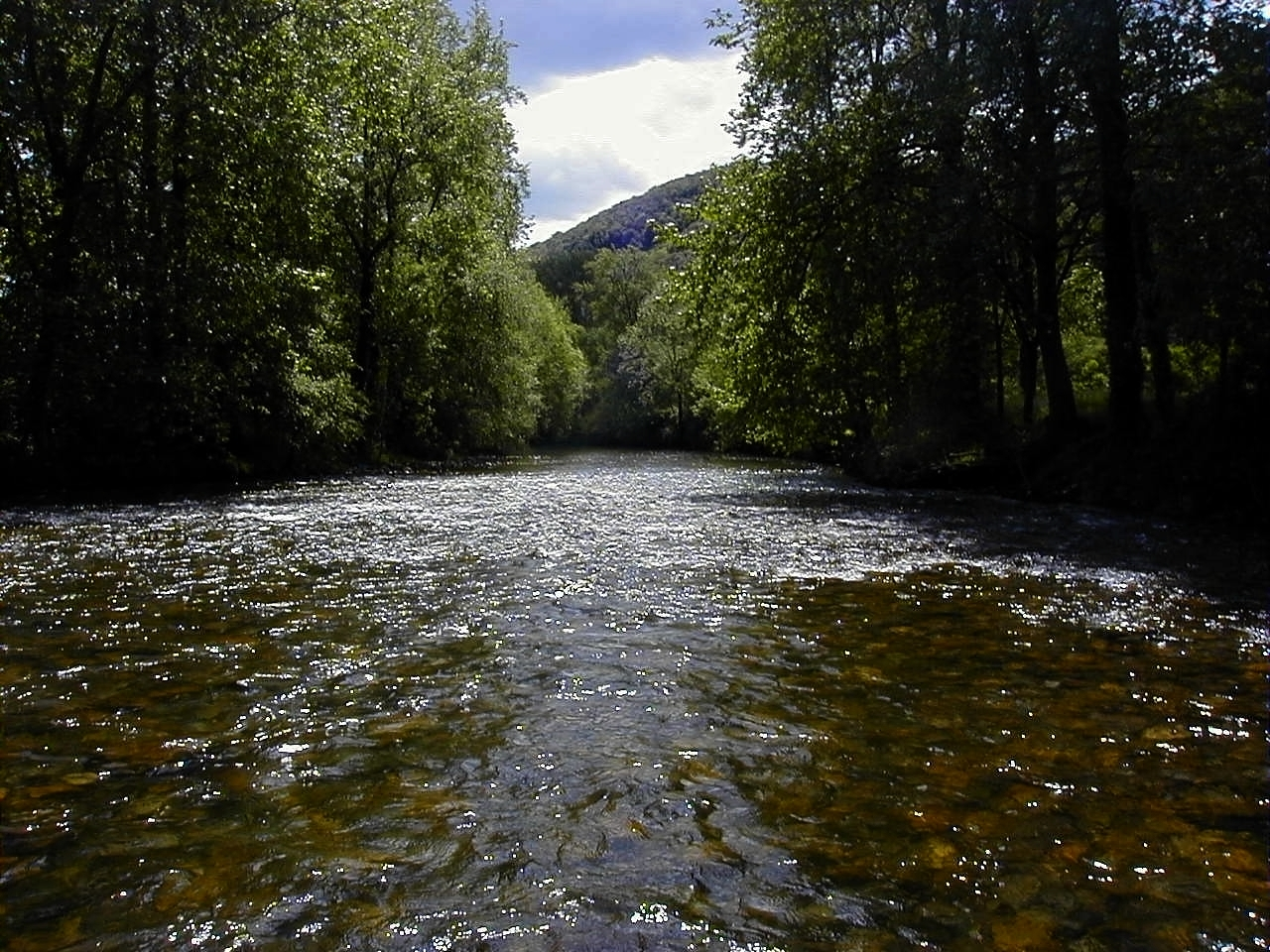
Río Asón a su paso por Valle, en Ruesga.

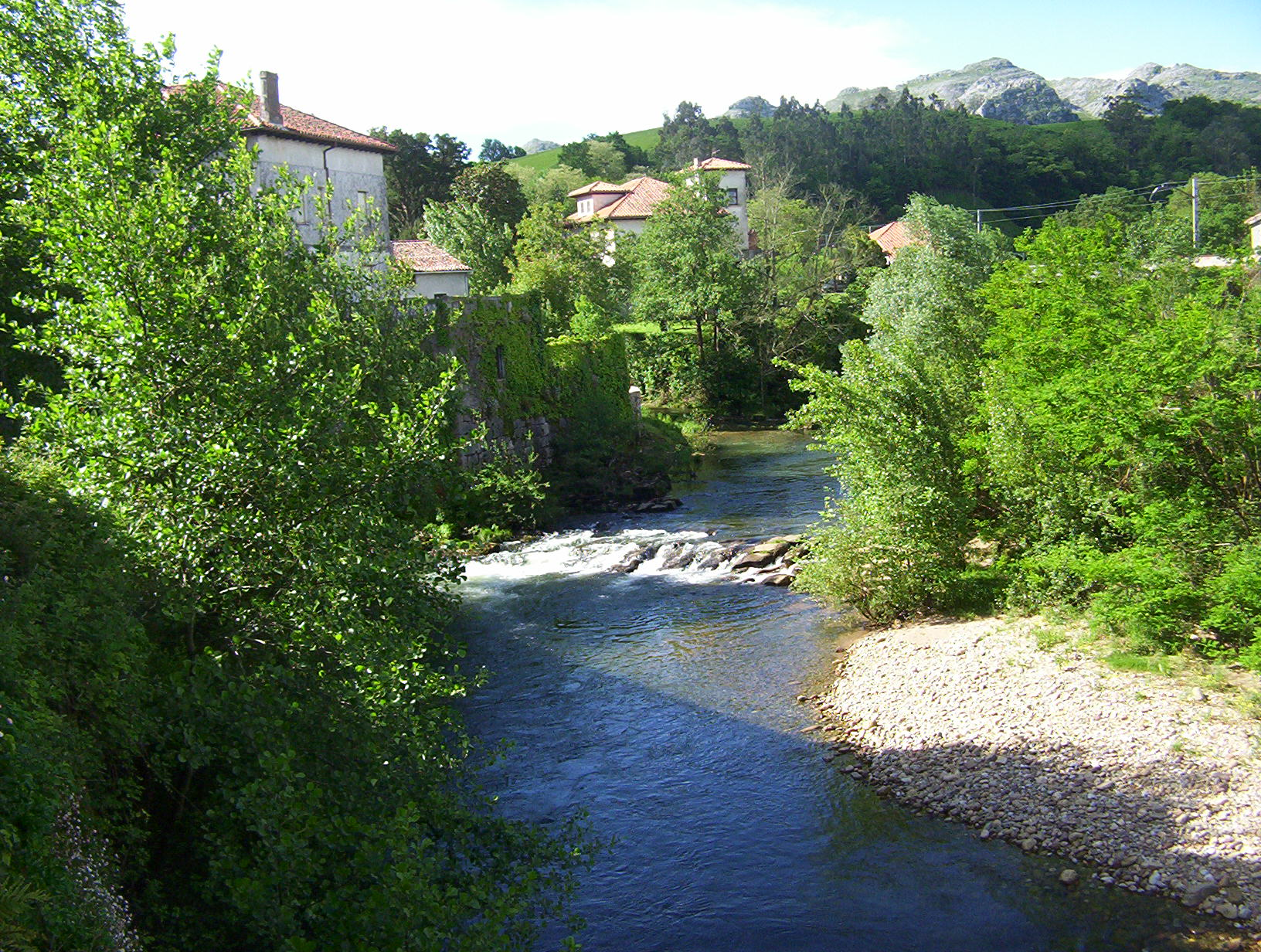
Río Miera a su paso por La Cavada, en Riotuerto.

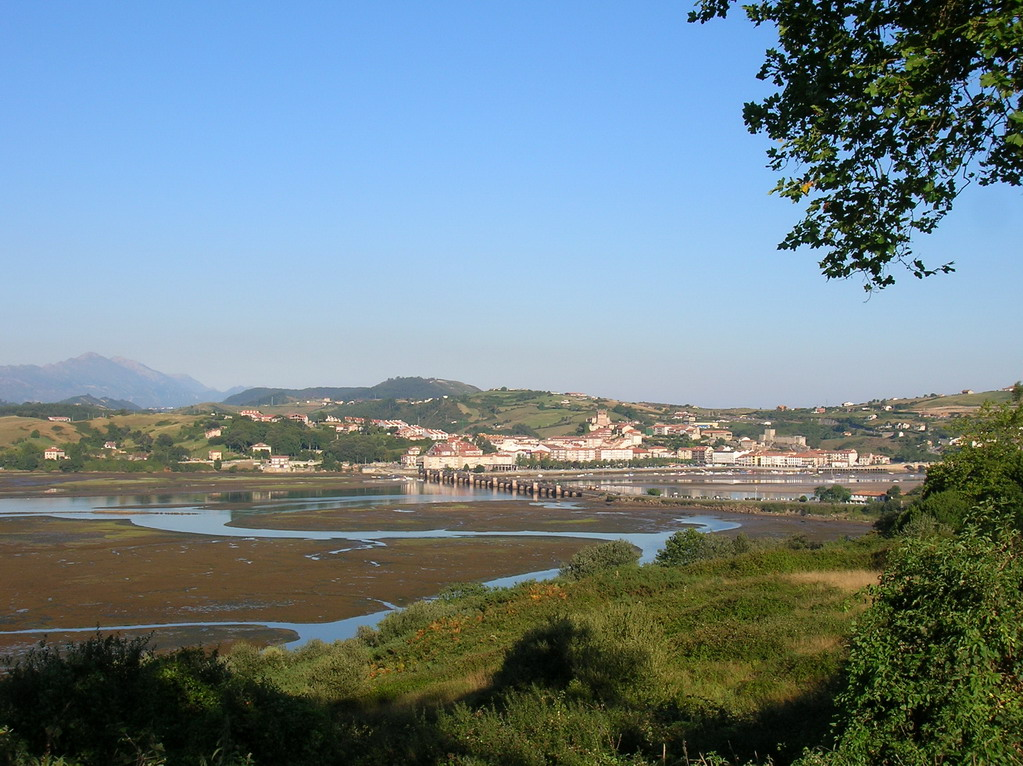
Ría de San Vicente de la Barquera. Este estuario y el de La Rabia son el eje físico en torno a los cuales se articula el parque natural de Oyambre.

Pese a su exigüidad, las cuencas de los principales ríos presentan fuertes desniveles que imprimen a los cursos un marcado carácter torrencial y una gran capacidad de modelado: muy erosivos en sus cursos altos, la mayoría de los ríos acarrean durante las crecidas un gran volumen de sedimentos que abandonan al llegar a la desembocadura y perder capacidad de transporte.
| Principales cuencas hidrográficas de Cantabria   |                  |                           |                        |
| Cuenca                                           | Superficie (km²) | Precipitación total (Hm3) | Aportación total (Hm3) |
| Agüera                                           | 136,48           | 197,60                    | 93,85                  |
| Campiazo-Costa oriental                          | 395,51           | 566,75                    | 255,07                 |
| Asón                                             | 551,45           | 818,80                    | 528,46                 |
| Miera                                            | 294,92           | 472,62                    | 280,54                 |
| Costa central                                    | 234,92           | 295,19                    | 151,37                 |
| Pas                                              | 647,17           | 940,13                    | 489,46                 |
| Saja-Besaya                                      | 1049,69          | 1478,41                   | 799,50                 |
| Sierra del Escudo de Cabuérniga-Costa occidental | 240,41           | 281,53                    | 146,61                 |
| Nansa                                            | 429,72           | 639,35                    | 381,73                 |

Gracias a ello, la mayoría de los ríos cruzan la franja litoral de Cantabria en medio de anchos valles de fondo plano para terminar desembocando en estuarios de cierta extensión. Estos, al irse colmatando de forma natural a lo largo del Holoceno, han dado lugar a terrazas aluviales y a humedales que, junto a los sectores fluviales inmediatos, constituyen las áreas de mayor interés natural del litoral cántabro.
Dado el clima de la región, con una pluviosidad y temperaturas moderadas, el balance hídrico es muy favorable y cerca del 60% del total precipitado se incorpora a las redes de drenaje y fluye muy rápidamente hacia el mar (entre unas horas durante las crecidas y unos días en los estiajes).
Los ríos cántabros son de alimentación nivopluvial, con un máximo en primavera y un mínimo en verano. Solo los ríos que nacen cerca de la costa son de alimentación pluvionival, y los más cortos pluvial, con un máximo en otoño y un máximo secundario en primavera. El mínimo continúa dándose en verano.
No obstante, sus caudales presentan una fuerte estacionalidad producida por el descenso de las precipitaciones y, sobre todo, por la mayor evapotranspiración e incremento de las demandas que se registran en verano. Como consecuencia de este fuerte estiaje, los hidrogramas de los ríos muestran un aspecto mediterráneo que hace pasar al Saja de 34 m³/s en diciembre a cerca de 5 m³/s al final del verano.
El agua fluvial ha sido históricamente abundante en Cantabria, fácilmente accesible y, hasta hace algunos años, de una excelente calidad. En la actualidad, sin embargo, la situación ha cambiado radicalmente. La razón esencial es el continuo incremento de la demanda por parte de la industria, de los servicios urbanos y de una población que, de acuerdo con las nuevas formas de vida, requiere cantidades cada vez mayores de agua y que, conjuntamente, suponen en la región un consumo que, en períodos "punta", supera 1 m³ por habitante y día. El hecho se agrava por la progresiva concentración espacial de la población, y por tanto de la demanda, en un reducido número de municipios del área litoral que, además, incrementa enormemente sus necesidades con la afluencia turística estival, precisamente en la época en la que las disponibilidades naturales son más escasas. Así, en la actualidad, en las comarcas de Santander y de Torrelavega y en varios municipios turísticos de la Costa Oriental las demandas estivales superan ampliamente los recursos disponibles regulados de sus respectivas áreas o cuencas hidrográficas. Las soluciones planteadas hasta el momento, como la Autovía del Agua o el Bitrasvase Ebro-Pas-Besaya, hacen necesario recurrir a infraestructuras complejas y costosas económica y ambientalmente, cosa que complica su construcción y la retrasa.

## Aguas subterráneas

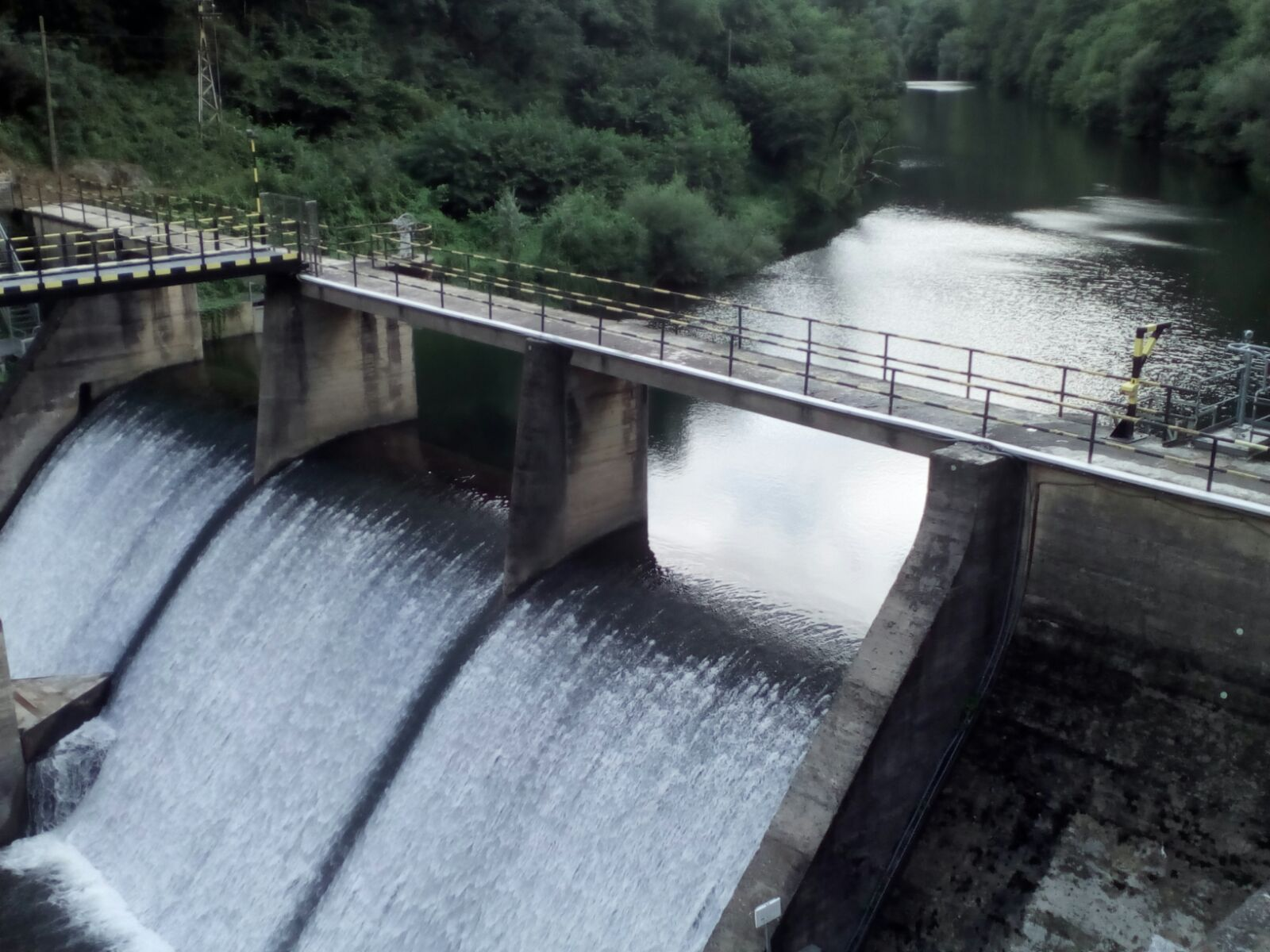
Presa del embalse de Los Corrales de Buelna, en el río Besaya. Si exceptuamos el embalse del Ebro, Cantabria solo dispone de pequeños embalses dedicados a la generación eléctrica. El suministro de agua potable depende en gran medida del caudal de los ríos y captaciones de pozos subterráneos.

Los acuíferos más importantes de Cantabria se sitúan en comarcas del interior. Pese a ello, el área litoral contiene recursos hídricos subterráneos nada desdeñables destacando el acuífero que se aloja en el núcleo del sinclinal Santillana del Mar-San Román. Por otra parte, grandes volúmenes de agua circulan también a través de los sistemas kársticos desarrollados en los macizos de calizas y dolomías abundantes en todo el litoral (áreas de Udías-Alfoz de Lloredo, entorno de San Vicente de la Barquera o la práctica totalidad del Oriente regional) o a través de los depósitos permeables que rellenan los tramos inferiores de los principales valles.
Los citados acuíferos, que se explotan parcialmente para suministro urbano, son poco profundos lo que les hace ser muy vulnerables a la contaminación (en particular de origen agrario).